# Kannekoppa, Bhadravati
Kannekoppa là một làng thuộc tehsil Bhadravati, huyện Shimoga, bang Karnataka, Ấn Độ.